# Maria van der Laak
Pour les articles homonymes, voir Laak.
Maria van der Laak (Laeck ou Lack), née vers 1638 à La Haye et morte après le 28 juillet 1663 et avant le 7 avril 1664 dans la même ville, est une peintre néerlandaise de paysages, d'histoire et de natures mortes.

## Biographie
Maria Van der Laeck est née vers 1638 à La Haye. Elle est la fille de Reynier Van der Laeck.
Peintre d'histoire de l'École hollandaise, elle est en 1656 dans la Pictura à La Haye. Restée célibataire, elle meurt après le 28 juillet 1663 et avant le 7 avril 1664 dans sa ville natale.

## Œuvre
- (nl) Diana of Jagt-Nimph met een boog en pijlen in de hand[5]